# Izabela Czartoryska
Izabela Dorota Czatoryska (Warschau, 31 maart 1745 - Wysocko, 17 juni 1835) was een Poolse edelvrouwe en kunstverzamelaar en ze wordt als een prominent figuur beschouwd in de Poolse Verlichting. Ze was de stichter van het Princes Czartoryski Foundation, het eerste Poolse kunstmuseum.

## Biografie
Izabela Dorota Fleming werd geboren als een dochter van graaf Georg Detlev von Flemming en Antonina Czartoryska. Op 18 november 1761 huwde ze met prins Adam Kazimierz Czartoryski. Ze zou ook een verhouding hebben gehad met de Russische ambassadeur Nikolai Vasilyeich Repnin, die de eigenlijke vader zou zijn van Adam Jerzy Czartoryski. In 1772 verbleef ze in Parijs en maakte ze aldaar kennis met de Verlichtingschrijvers Benjamin Franklin, Jean-Jacques Rousseau en Voltaire. Drie jaar later groeide mede onder de leiding  van Izabela Czatoryska het Czartoryskipaleis in Puławy uit tot een salon. Haar hof werd gezien als een van de meest progressieve en liberale plekken in het Gemenebest.
In 1796 gaf ze opdracht tot de herbouw van het geruïneerde Czartorskypaleis en begon ze met de start van haar museum. Op het terrein van het paleis liet ze in 1801 de Tempel van de Sibille bouwen waar ook verscheidene stukken in onder werden gebracht. Het museum werd gesloten in 1831 tijdens de Novemberopstand en alle stukken werden geëvacueerd. Na de mislukte opstand moest Czatoryska de wijk nemen naar de gebieden van haar dochter Maria Wirtemberska in het door Oostenrijk geregeerde Galicië waar ze ook zou overlijden.

## Werken
- Myśli różne o sposobie zakładania ogrodów (1805)
- Pielgrzym w Dobromilu, czyli nauki wiejskie (ca. 1818)

- Biblioteca Nacional de España: XX6002137
- Bibliothèque nationale de France: cb15038632p (data)
- Gemeinsame Normdatei: 118919067
- International Standard Name Identifier: 0000 0001 0971 9917
- Library of Congress Control Number: nr89018041
- Nationale Bibliotheek van Tsjechië: js2010600151
- Nederlandse Thesaurus van Auteursnamen: 244776377
- RKD-Nederlands Instituut voor Kunstgeschiedenis: 457810
- Système universitaire de documentation: 071017143
- Union List of Artist Names: 500285889
- Virtual International Authority File: 52488188
- WorldCat: E39PBJgCKXjdX9ChjprtHyR9Xd